# Dvärgböjnäbb
Dvärgböjnäbb (Oedistoma iliolophus) är en fågel i familjen bärpickare inom ordningen tättingar. Den förekommer på Nya Guinea och kringliggande öar.

## Utseende och läte
Dvärgböjnäbben är en mycket liten (11 cm) färglös fågel med lång nedåtböjd näbb. Ovansidan är mörkt olivgrön och undersidan olivgrå med gul anstrykning på flankerna. Ögat är mörkbrunt med tydlig men smal gul ögonring. Näbben är svart med ljusare gul näbbas och benen är skifferblå.
Lätet beskrivs som ett grälande och oroligt "twik twik". Även ett torrt och vasst "chirrit" kan höras i flykten, ofta det som avslöjar fågelns närvaro. Någon egentlig sång har inte beskrivits.

## Utbredning och systematik
Dvärgböjnäbb förekommer på Nya Guinea och delas in i fem underarter med följande utbredning:
- Oedistoma iliolophus cinerascens – ön Waigeo (utanför västra Nya Guinea)
- Oedistoma iliolophus affine – västra Nya Guinea (bergstrakter på Vogelkophalvön)
- Oedistoma iliolophus iliolophus – öarna Yapen och Meos Num samt norra Nya Guinea
- Oedistoma iliolophus flavum – södra och sydöstra Nya Guinea
- Oedistoma iliolophus fergussonis – D'Entrecasteaux-öarna (Fergusson, Goodenough och Normanby)

Underarterna affine och flavum inkluderas ofta i nominatformen.

## Status och hot
Arten har ett stort utbredningsområde, men tros minska i antal, dock inte tillräckligt kraftigt för att den ska betraktas som hotad. Internationella naturvårdsunionen IUCN listar arten som livskraftig (LC).